# Giving You the Benefit
Giving You the Benefit är en låt framförd av den amerikanska sångerskan, låtskrivaren och musikproducenten Pebbles, inspelad till hennes andra studioalbum Always (1990). Låten skrevs och producerades av duon Kenneth "Babyface" Edmonds och L.A. Reid, vilka Pebbles jobbat med på det självbetitlade debutalbumet (1987). Skivbolaget MCA gav ut "Giving You the Benefit" som huvudsingel från Always den 6 augusti 1990 genom att släppa den till pop- och R&B-radio (contemporary hit radio och urban contemporary) samt genom att ge ut den kommersiellt, i form av 7" och 12" vinylskivor, på kassettband och på CD/Maxi-skivor.
"Giving You the Benefit" är en danspoplåt med R&B- och new jack swing-influenser. Produktionen är i upptempo och karaktäriseras av gitarr, bultande trummor, huggande pianoriffs i housemusikstil och syntar. Producenterna ville att Pebbles verkliga personlighet och attityd skulle genomstrålas i texten och sången. I den tar hon sikte mot en manlig partner som inte lever upp till förväntningarna men som trots detta får en ytterligare chans. Efter utgivningen mottog "Giving You the Benefit" positiv respons från musikjournalister vilka uttryckte gillande över Pebbles självsäkerhet, hennes sånginsats samt produktionen. Vid den trettiotredje Grammy Awards-upplagan år 1990 var Pebbles nominerad i kategorin Best Female R&B Vocal Performance. 
I Pebbles hemland blev "Giving You the Benefit" en av årets största hits samt en av hennes största musiksinglar i karriären. Den nådde fjärdeplatsen på poplistan Billboard Hot 100 och toppade R&B-listan Hot Black Singles i tre sammanhängande veckor. Den blev Reids och Babyface' sjuttonde listetta på den singellistan sedan 1987 och förlängde därmed deras rekord som de kompositörer med flest ettor på den topplistan. Låten toppade även USA:s övriga R&B-topplistor sammansatta av Cash Box, Gavin Report och Radio & Records. För att marknadsföra "Giving You the Benefit" framförde Pebbles den live i flera sammanhang, däribland i pratprogrammen The Arsenio Hall Show och The Big Break with Natalie Cole. I Musikvideon till låten, som regisserades av Dominique Sena, ses Pebbles framföra låten i en industrilokal med flera bakgrundsdansare.

## Bakgrund
Den amerikanska sångaren Perri "Pebbles" Reid (född McKissack) inledde sin karriär i nöjesindustrin under tidigt 1980-tal som låtskrivare åt andra artister. Under skapandet av debutalbumet Pebbles (1987) träffade hon produktionsduon L.A. Reid och Kenneth "Babyface" Edmonds som bidrog med musiksingeln "Girlfriend" (1987) till albumet. Reid medgav i en intervju att han först trott att hon skulle vara ännu en "vacker och smart men måttligt talangfull sångerska". Han blev dock snabbt imponerad och varse om motsatsen när det visade sig att Pebbles inte bara sjöng utan även producerade och var den drivande kreativa kraften på projektet, trots att det bara var hennes första album. Pebbles sålde platina i USA och förutom "Girlfriend" innehöll albumet "Mercedes Boy" och båda singlarna blev några av årets största hits i USA.
Mot slutet av 1980-talet färdigställde Pebbles sin skilsmässa från dåvarande maken. Hennes och Reids nära arbetsrelation utvecklades till en romans och paret gifte sig 1989. Äktenskapet medförde att Pebbles karriär expanderade utöver den som artist och hon blev en nyckelperson under etablerandet av Reids nygrundade LaFace Records. Hon hjälpte marknadsföra skivbolaget som sydstaternas version av Motown och fokuserade på att kultivera nya musikakter som Toni Braxton och Tony Rich. Hon grundade även det egna produktions- och managementbolaget Pebbitone. Pebbles började arbeta på Always, en uppföljare till debutalbumet, år 1989. Babyface och Reid blev chefsproducenter på projektet tillsammans med Pebbles, vilket var första gången produktionsduon delade på titeln med en artist. Med Babyface och Reid som producenter, några av tidpunktens mest eftertraktade hitskapare inom kategorin pop/R&B, hoppades MCA att albumet skulle repetera Pebbles tidigare framgångar.

## Inspelning
Merparten av "Giving You the Benefit" skrevs av Babyface i ett gästrum till ett hus han hyrt i Hollywood, Kalifornien. Under samma period skrev han även texterna till "It's No Crime" och "On Our Own" men kände direkt att "Giving You the Benefit" var en "typisk Pebbles-låt". Babyface ringde upp Reid och ville att han skulle komma förbi och ge sitt utlåtande om låten. Väl på plats bidrog Reid med text till refrängen. Efter färdigställandet av texten producerades musiken i Pebbles och Reids privata inspelningsstudio i deras herrgård utanför Atlanta, Georgia. I boken The Billboard Book of Number One Rhythm & Blues Hits från 1993 kommenterade Reid samarbetet med Pebbles i inspelningsstudion:

"Hon bidrog med så mycket till 'Giving You the Benefit'. Hon gjorde mycket av bakgrundssången. Hon gjorde mycket på låten och var en väldigt stor del i den låtens framgångar. På den singeln, men även på albumet [Always] sade vi: 'Vad vi vill uppnå på nästa Pebbles-album är att folk ska ta henne mer seriöst' och jag tycker vi lyckades med det."

Av alla låtar som Reid och Babyface skapat till Pebbles beskrev de 'Giving You the Benefit' som deras favorit. Reid sade 1993: "Jag minns att vi ljudmixade den flera gånger för vi ville att det skulle bli perfekt. Vid tidpunkten hade vi en inspelningsstudio i vårat hus så vi hade lyxen att kunna göra det flera gånger. Jag minns att vi hade mixat två eller tre gånger och jag sade: 'Det här är viktigt, vi måste göra detta perfekt. Vi gör det en gång till, det är inte riktigt rätt än'. Den låten var den första vi ljudmixade i vår studio." Under skapandet spelade Kayo från musikgruppen Deele basgitarr, L.A. Reid stod för trummor och andra slagverk medan Edmonds ansvarade för keyboards och keyboardprogrammeringen. Pebbles, Natisse "Bambi" Jones och musikgruppen After 7 bidrog med bakgrundssång. Om skapandet av bakgrundssången kommenterade Edmonds:

"Det är det som är så coolt med Pebbles. När hon skapar en låt så gör hon den till sin egen för hon lägger till småsaker och detaljer som kanske inte direkt var med från början. Det är dessa detaljer som gör att det blir en Pebbles-låt."

## Komposition och textanalys

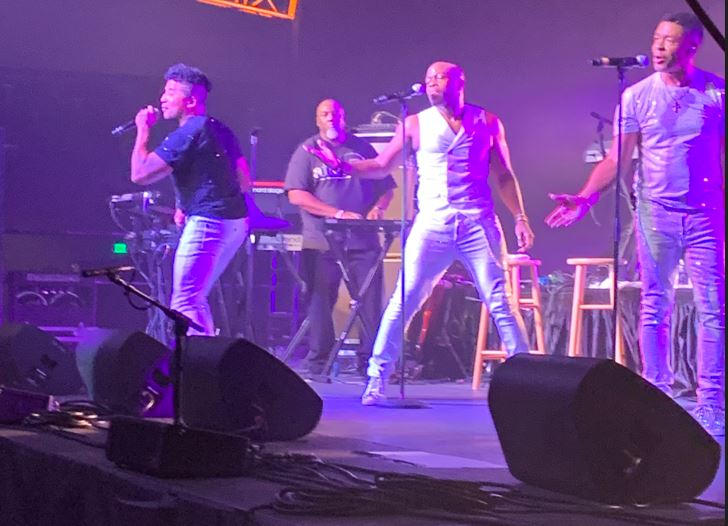
Musikgruppen After 7 (på bilden) bidrog med bakgrundssång på "Giving You the Benefit".

"Giving You the Benefit" är en danspoplåt med R&B- och new jack swing-influerade beats. Albumversionen av låten har en speltid på fem minuter och fyrtiotvå sekunder (5:42). Enligt tunebat.com är kompositionen skriven i tonarten f-moll och utgår från 103 taktslag per minut. Enligt Michele Johnson från webbplatsen Classic Rock History innefattar musiken "funkiga gitarrbeats, bultande trummor och huggande pianoriffs". Pianot spelas i housemusikstil och ackompanjeras med syntar och fingerknäppningar. Den förlängda klubbversionen av låten innehåller längre partier med instrumentalmusik.
Johnson beskrev texten i "Giving You the Benefit" som "knivskarp" i vilken Pebbles tar sikte mot en manlig kärlekspartner som inte lever upp till förväntningarna. Texten är en varning till vad som kommer hända om Pebbles fortsatt känner sig sviken. Den inleds med versen: "Lately I've been trying to figure out your mind/ And why you keep dissing me, poor little me". Han har umgåtts med andra istället för att spendera tiden hemma med henne och dessutom fått henne att känna att hon är den som gör fel. Hon klargör för mannen att hon inte vill, men lätt kan göra livet surt för honom om han inte skärper sig. Hon sjunger: "I can be a trip, but I choose not to/ Deep inside of you, I think there's still good in you". Under refrängen sjunger Pebbles att hon är villig att ge mannen en ytterligare chans och att han får en minut på sig att försöka förklara sig. Under skapandet av låten, liksom det övriga innehållet på Always, var Edmonds och Reid noga med att texterna skulle reflektera Pebbles verkliga personlighet. Pebbles framför verserna med vass attityd och hög självsäkerhet och ansågs av musikjournalisten Terri Rossi från Billboard tillhöra samma frispråkiga skara kvinnor som Cherrelle och Janet Jackson. Den brittiska webbplatsen On This Day in Pop ansåg att Babyface och L.A. Reid ofta skräddarsydde sina kompositioner för den aktuella artisten de jobbade med, även så på "Giving You the Benefit", där recensenten ansåg att ingen annan sångerska skulle ha kunnat göra låten rättvisa.

## Utgivning och marknadsföring

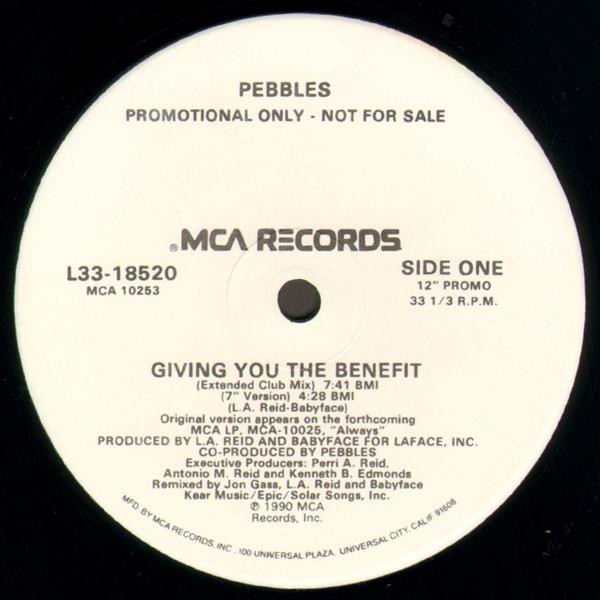
En promosingel av "Giving You the Benefit" med "Extended Club Mix" och "7' Version".

MCA gav ut "Giving You the Benefit" som huvudsingeln från Always i USA den 6 augusti 1990. Den skickades till R&B- och popradio (urban och contemporary hit radio) samtidigt och trycktes upp på både 7" och 12" vinylskivor, kassettband och på CD/Maxi-skivor. För att marknadsföra låten framförde Pebbles den live i flera sammanhang, däribland i pratprogrammet The Arsenio Hall Show och i The Big Break with Natalie Cole. Den 16 februari 1991 framförde hon "Giving You the Benefit" och "Love Makes Things Happen" i musikprogrammet Soul Train. Hon framförde låten i det holländska musikprogrammet Countdown samma månad.
Musikvideon till "Giving You the Benefit" regisserade av Dominique Sena, känd för sina videor till andra kvinnliga artister som Janet Jackson och Paula Abdul. I videon ses Pebbles framföra låten i en industrilokal samtidigt som flera dansare utför danskoreografi till låten. Som en del av marknadsföringen av videon visades den i ett avsnitt av Club MTV den 15 oktober 1990.

## Mottagande

### Kritikers respons

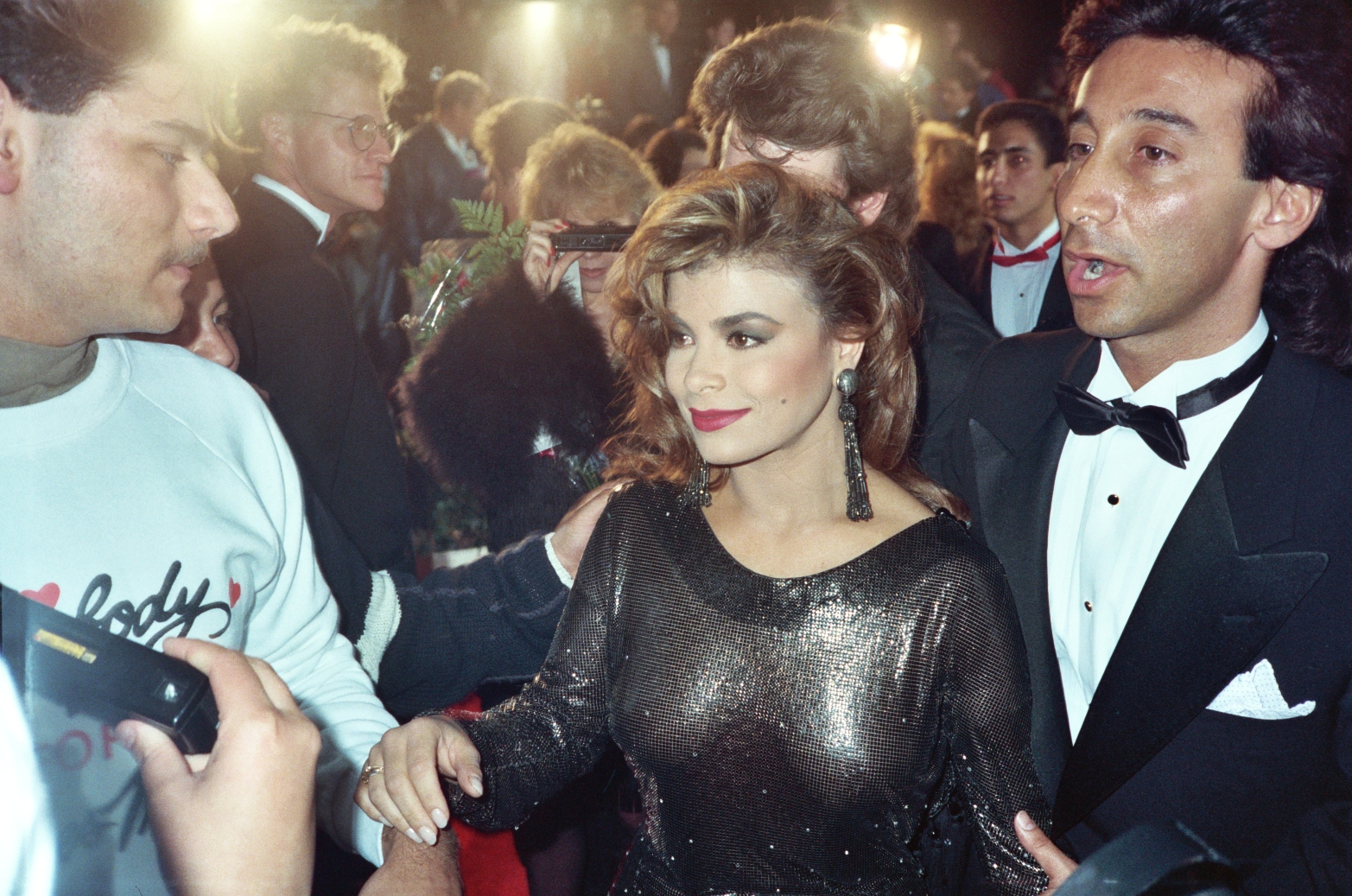
En musikjournalist jämförde "Giving You the Benefit" med musik utgiven av Paula Abdul (på bilden).

Billboard beskrev låten som en "självsäker, genomträngande new jack-jam" med Babyface och L.A. Reids karaktäristiska produktionsstil. Music & Media som en "välproducerad" och "perfekt danslåt" i samma stil som Paula Abduls musik. I augusti 2022, på trettioårsjubileet av utgivningen av "Giving You the Benefit", recenserade den brittiska webbplatsen On This Day in Pop låten. Recensenten skrev: "Pebbles återvände inte bara till popvärlden - hon stormade tillbaka med en hitlåt som snabbt dominerade pop- R&B- och danstopplistorna. Till ett glänsande poplandskap där ett medryckande slagverksdrivet groove och dramatisk instrumentalmusik badade, levererade Pebbles ett glödhett sångframförande där varje mening och nyanserad ton framfördes med känsla. Lägg dessutom till den fantastiska bakgrundssången från [R&B-gruppen] After 7 så får man en läckerhet med textur som fortfarande låter enastående efter alla år." År 2022 tog Michele Johnson från Classic Rock History med "Giving You the Benefit" på hennes lista över Pebbles tio bästa låtar i karriären. Hon kommenterade: "Låten var en hit bland R&B-fans och det är lätt att förstå varför. Musiken är fantastisk och utmärkt att dansa till. Pebbles sångröst är enastående. Återigen tog Laface fram det bästa ur hennes röst. Dom vet exakt hur dom ska göra för att få en sångerska så bra som möjligt."

### Priser och nomineringar
Vid den trettiotredje Grammy Awards-upplagan år 1990 var Pebbles nominerad i kategorin Best Female R&B Vocal Performance för "Giving You the Benefit". Andra i samma kategori var Janet Jackson för "Alright", Patti LaBelle för "I Can't Complain", Regina Belle för "Make It Like It Was" och Anita Baker med hennes "Compositions". Pebbles förlorade utmärkelsen till Baker.
| År   | Ceremoni      | Kategori                          | Mottagare                | Resultat  |
| ---- | ------------- | --------------------------------- | ------------------------ | --------- |
| 1990 | Grammy Awards | Best Female R&B Vocal Performance | "Giving You the Benefit" | Nominerad |

## Kommersiell respons

### USA
Veckan efter utgivningen blev "Giving You the Benefit" den nya singeln som flest R&B-stationer lade till i sina spellistor ("most added"). På popradio var den veckans näst-mest tillagda efter "This Is the Right Time" av Lisa Stansfield. I Billboard-listan Hot Black Singles Sales & Airplay, en topplista som rankade försäljning och antal radiospelningar i två respektive kolumner, gick låten in på plats 40 i "Airplay"-kolumnen. Tack vare radiospelningar noterades den på plats 51 på huvudlistan Hot Black Singles. Följande vecka, den 25 augusti, hoppade låten till plats 37 på Hot Black Singles och fortsatte att vara en av de mest tillagda och spelade singlarna på både R&B- och popradio. Följande vecka nådde "Giving You the Benefit" topp-trettio på listan samt gick in på danslistan Top 40/Dance på plats 29. Den 15 september gick låten in på tolfteplatsen på Hot Black Singles och noterades för första gången i "Sales"-kolumnen i Hot Black Singles Sales & Airplay. Den låg även för första gången inom topp-fyrtio på den prestigefyllda mainstreamlistan Billboard Hot 100. Följande vecka rapporterade musikjournalisten Terri Rossi att stark försäljning gjorde att "Giving You the Benefit" hoppade från tolfteplatsen till sjätteplatsen på Hot Black Singles. Den 6 oktober intog "Giving You the Benefit" förstaplatsen på Hot Black Singles. Den blev därmed Pebbles tredje listetta som soloartist samt Reids och Babyface' sjuttonde listetta på den topplistan sedan 1987. Låten förlängde därmed deras rekord som de producenter och låtskrivare med flest listettor på den aktuella singellistan. Även MCA blev det enda skivbolaget med så många listettor. "Giving You the Benefit" höll kvar förstaplatsplaceringen ytterligare två veckor tack vare stor mängd radiospelningar. Den 3 november nådde låten fjärdeplatsen på Billboard Hot 100, vilket blev dess topposition och hennes tredje topp-tio hit på popmarknaden.
I Cash Box blev "Giving You the Benefit" veckans högsta debut på R&B-listan Top R&B Singles den 18 augusti när den noterades på plats 54. Den gick även in på poplistan Top 100 Singles på plats 65. Den 25 augusti gjorde den veckans största hopp på R&B-listan av alla singlar, när den klättrade från plats 54 till plats 40. Den 8 september nådde den topp-tjugo på den förstnämnda listan när den hoppade från plats trettiosex till elva. Den gick även in i topp-fyrtio på poplistan. Den 22 september noterades "Giving You the Benefit" på fjärdeplatsen på R&B-listan och inom topp-trettio på poplistan. Följande vecka intog låten förstaplatsen på R&B-listan och gick samtidigt in på singellistan Dance Singles. På poplistan nådde låten topp-tio den 20 oktober och nådde slutligen tredjeplatsen den 10 november, vilket blev dess topposition. Den blockerades från att nå högre av "Love Takes Time" av Mariah Carey och "Ice Ice Baby" av Vanilla Ice. I Gavin Report, som publicerade radiotopplistor baserat på radiospelningar från USA:s alla delstater, nådde "Giving You the Benefit" åttondeplatsen på mainstreamlistan Top 40 samt förstaplatsen på R&B-listan Urban Contemporary. I R&R Magazine nådde låten fjärde respektive förstaplatsen på radiotopplistorna Contemporary Hit Radio och Urban Contemporary sammansatta av Radio & Records.
Vid årets slut rankade Cash Box låten som en av årets största hits i kategorin pop och den tredje största R&B-utgivningen. Enligt R&R Magazine var låten årets näst-största singel inom formatet urban efter Bell Biv Devoe och deras "B.B.D. (I Thought It Was Me)?".

### Övriga marknader
I Kanada gick "Giving You the Benefit" in på plats 98 på landets mainstreamlista Top Singles sammansatt av RPM den 22 september 1990. Den 6 oktober gick den in på tiondeplatsen på singellistan över dansmusik. I sin femte vecka på Top Singles klättrade låten från plats 78 till 55 och lyftes fram på förstasidan i tidningen som en av veckans "hetaste hits". Den 17 november noterades "Giving You the Benefit" på plats 32 på Top Singles och fjärdeplatsen dansmusiklistan, vilket blev dess toppositioner på båda singellistorna. Den höll samma placering på förstnämnda listan i ytterligare en vecka. I Japan gick "Giving You the Benefit" in på plats 76 på Japan Hot 100 sammansatt av Billboard den 13 augusti 1990. Den 3 september nådde den topp-fyrtio på listan och två veckor senare topp-tjugo. Låten nådde topp-tio på listan den 15 oktober och till sist fjärdeplatsen den 22 oktober. "Giving You the Benefit" låg kvar på fjärdeplatsen i ytterligare två veckor.

## Format och låtlistor
Enligt Discogs finns det 20 utgivningar av "Giving You the Benefit". Nedan listas ett urval som ej är identiska.
| 1. | "Giving You The Benefit" (Extended Club Mix)  | 7:41 |
| 2. | "Giving You The Benefit" (Benefitstrumental)  | 4:24 |
| 3. | "Giving You The Benefit" (Benefit Of The Dub) | 6:15 |

| 1. | "Giving You The Benefit" (Extended Club Mix)  | 7:41 |
| 2. | "Giving You The Benefit" (Benefitstrumental)  | 4:24 |
| 3. | "Giving You The Benefit" (Album Version)      | 5:40 |
| 4. | "Giving You The Benefit" (Benefit Of The Dub) | 6:15 |

## Medverkande
Information hämtad från Discogs.
- L.A. Reid – chefsproducent, producent, låtskrivare, remixare
- Perri A. Reid – sång, bakgrundssång, chefsproducent, producent
- Kenneth "Babyface" Edmonds – chefsproducent, producent, låtskrivare, remix
- Jon Gass – remixare
- Donnell "Donnie Dee" Sullivan – ljudtekniker
- Steve Hall – mastering
- Gallin Morey Associates – management
- Randee St. Nicholas – fotografi

## Topplistor
| Lista (1990)                                 | Topplacering |
| -------------------------------------------- | ------------ |
| Kanada Top Singles (RPM)                     | 32           |
| Kanada Top 10 Dance Singles (RPM)            | 4            |
| Japan Japan Hot 100 (Billboard)              | 4            |
| USA Billboard Hot 100                        | 4            |
| USA Hot Dance Club Songs (Billboard)         | 10           |
| USA Hot Black Singles (Billboard)            | 1            |
| USA Top Pop Singles (Cash Box)               | 3            |
| USA Dance Singles (Cash Box)                 | 5            |
| USA Top R&B Singles (Cash Box)               | 1            |
| USA Top 40 (Gavin Report)                    | 8            |
| USA Urban Contemporary (Gavin Report)        | 1            |
| USA Contemporary Hit Radio (Radio & Records) | 4            |
| USA Urban Contemporary (Radio & Records)     | 1            |

| Lista (1990)                     | Topplacering |
| -------------------------------- | ------------ |
| USA Top 100 (Gavin Report)       | 50           |
| USA Urban Top 100 (Gavin Report) | 4            |

## Utgivningshistorik
| Land           | Datum           | Utgåva                                      | Format                                                                     | Skivbolag | Ref.                 |
| -------------- | --------------- | ------------------------------------------- | -------------------------------------------------------------------------- | --------- | -------------------- |
| USA            | 6 augusti 1990  | Single Remix Version Album Version Extended | Radio ( urban contemporary , contemporary hit radio ) CD 12" vinyl kassett | MCA       | [ 11 ] [ 15 ] [ 16 ] |
| Japan          | 25 oktober 1990 | Single Remix Version Album Version Extended | CD                                                                         | MCA       | [ 61 ]               |
| Storbritannien | oktober 1990    | Single Remix Version Album Version Extended | 7" vinyl                                                                   | MCA       | [ 59 ]               |